# Караваев, Владимир Афанасьевич (энтомолог)
Караваев, Владимир Афанасьевич (Володимир Опанасович Караваєв, 9 марта 1864, Киев, Российская империя, Киевская губерния — 7 января 1939) — украинский советский зоолог, энтомолог, один из крупнейших советских специалистов по муравьям, доктор биологических наук, профессор, директор Зоологического музея ВУАН.

## Биография
Родился 9 марта(26 февраля) 1864 года в Киеве.
- В 1890 окончил Киевский университет, где потом работал по 1919 год[3].
- С 1919 начал работать в Зоологическом музее ВУАН (по 1939 год)[3].
- В 1926—1934 — директор Зоологического музея ВУАН (Институт зоологии АН УССР)[3].

Умер 7 января 1939 года. Похоронен  в Киеве.

## Экспедиции
- В 1892—1894 г. работал на Виллафранкской зоологической станции на Средиземном море и на зоологической станции в Неаполе (Италия).
- В 1898 и в 1912—1913 годах работал на острове Ява (в Бейтензоргском ботаническом саду).
- 1909 — Египет и Судан.
- 1910 — Тунис и Алжир.

## Муравьи
Описал 4 новых рода, 4 подрода, 98 видов и более 160 внутривидовых форм муравьёв. Среди них:
- Cataglyphis cinnamomeus Karavaiev, 1910
- Cataglyphis emeryi Karavaiev, 1910
- Cephalomyrma Karavaiev, 1935 (подрод рода Polyrhachis) (= Polyrhachis (Myrmhopla) Forel, 1915)
- Conothorax Karavaiev, 1935 (= Pheidole Westwood, 1839)
- Diabolus Karavaiev, 1926 (подрод рода Dolichoderus) (= Dolichoderus Lund, 1831)
- Formica cinereofusca Karavaiev, 1929
- Myrmica forcipata Karavaiev, 1931
- Myrmica orientalis Karavaiev, 1926
- Pheidole ambonensis Karavaiev, 1930
- Pheidole biloba Karavaiev, 1935
- Pheidologeton rugosus Karavaiev, 1935
- Polyrhachis davydovi Karavaiev, 1927
- Polyrhachis denticulata Karavaiev, 1927
- Solenomyrma Karavaiev, 1935 (= Vollenhovia Mayr, 1865)
- Tetramorium dogieli Karavaiev, 1931

## Названы в честь Караваева
- Karavaievia Emery, 1925 (подрод рода Camponotus) Formicinae
- Karawajewella Donisthorpe, 1944 (= Dolichoderus Lund, 1831)
- Camponotus karawaiewi Menozzi, 1926
- Myrmica karavajevi Arnoldi, 1930
- Pachycondyla karawaiewi
- Pachylaelaps karawaiewi Berlese, 1920 (клещи семейства Pachylaelapidae)
- Pneumolaelaps karawaiewi Berlese, 1904 (клещи семейства Laelapidae)
- Plagiolepis karawajewi Radchenko, 1989

## Труды
Автор около 100 научных работ.
- Караваев В. А. Поездка на остров Яву: (Впечатления натуралиста) / Киев: Тип. Имп. Ун-та св. Владимира Н. Т. Корчак-Новицкого, 1900. — 166 с., III с.: ил., [10] л. ил.
- Караваев В. А. Antennophorus uhlmanni Hall. и его биологические отношения к Lasius fuliginosus и другим муравьям // Записки Киев. об-ва естествоиспытателей. — 1904. — Т. 19. — С. 193—241.
- Караваев В. А. По островам Малайского архипелага, Молуккского и Ару с мирмекологической целью. Общие впечатления и наблюдения натуралиста // Изв. Русск. географ. общ-ва. — 1913. — Т.49. — С. 395—522.
- Караваев В. А. Фауна родини Formicidae (мурашки) Украіни. Т. 1. Киев, АН УРСР, 1934. С. 1—164.
- Караваев В. А. Фауна родини Formicidae (мурашки) Украіни. Т. 2. Киев, АН УРСР, 1936. С. 165—316.

### Список статей В. А. Караваева по систематике муравьёв
Karawajew, W. (1906) Systematisch-Biologisches über drei Ameisen aus Buitenzorg. Zeitschrift für Wissenschaftliche Insektenbiologie, 2, 369—376.
Karawajew, W. (1910) Nachtrag zu meinen «Ameisen aus Transcaspien und Turkestan». Russkoe Entomologicheskoe Obozrenie, 9, 268—272. [1909]
Karawajew, W. (1911a) Ameisen aus Aegypten und dem Sudan. Russkoe Entomologicheskoe Obozrenie, 11, 1—12.
Karawajew, W. (1911b) Ameisen aus Transkaspien und Turkestan. Trudy Russkago Entomologicheskago Obshchestva, 39, 1—72. [1909]
Karawajew, W. (1912a) Ameisen aus dem paläarktischen Faunengebiete. Russkoe Entomologicheskoe Obozrenie, 12, 581—596.
Karawajew, W. (1912b) Ameisen aus Tunesien und Algerien, nebst einigen unterwegs in Italien gesammelten Arten. Russkoe Entomologicheskoe Obozrenie, 12, 1—22.
Караваев В. А. Муравьи из Годяченского уезда Полтавской губернии и из Ферганской области // Русское энтомологическое обозрение. 1916. Т. 15, № 4. С. 496—507.  -  -  Karawajew, W. (1916) Fourmis provenant du district Gadjatsh du gouvernement de Poltava et de la Province Ferganai. Russkoe Entomologicheskoe Obozrenie, 15, 496—507. [in Russian]
Karawajew, W. (1924) Zur Systematik der paläarktischen Myrmecocystus, nebst einigen biologischen Notizen. Konowia, 3, 301—308.
Karawaiew, W. (1925a) Ponerinen aus dem Indo-Australischen Gebiet. Konowia, 4, 69—81.
Karawaiew, W. (1925b) Ponerinen aus dem Indo-Australischen Gebiet (Fortsetzung). Konowia, 4, 115—131.
Karawaiew, W. (1925c) Ponerinen aus dem Indo-Australischen Gebiet (Schluss). Konowia, 4, 276—296
Karawajew, W. (1926a) Beiträge zur Ameisenfauna des Kaukasus, nebst einigen Bemerkungen über andere palaearktische Formen. Konowia, 5, 93—109.
Karawajew, W. (1926b) Beiträge zur Ameisenfauna des Kaukasus, nebst einigen Bemerkungen über andere palaearktische Formen. (Fortsetzung.) Konowia, 5, 161—169.
Karawajew, W. (1926c) Beiträge zur Ameisenfauna des Kaukasus, nebst einigen Bemerkungen über andere palaearktische Formen. (Schluss.) Konowia, 5, 187—199.
Karawajew, W. (1926d) Myrmekologische Fragmente. Trudy Fizichno-Matematichnoho Viddilu Ukrains’koi Akademiyi Nauk, 4, 65—69. [Zbirnyk Prats’ Zoolohichnoho Muzeyu, 1, 47—51.]
Karawajew, W. (1926e) Ameisen aus dem Indo-Australischen Gebiet. Treubia, 8, 413—445.
Karawajew, W. (1926f) Über den Nestbau von Polyrhachis (subg. Myrmhopla) tubifex sp. n. Biologischen Zentralblatt, 46, 143—145.
Karawajew, W. (1927a) Ameisen aus dem Indo-Australischen Gebiet. III. Zbirnyk Prats’ Zoolohichnoho Muzeyu, 3, 3—52.
Karawajew, W. (1927b) Übersicht der Ameisenfauna der Krim nebst einigen Neubeschreibungen. Konowia, 281—303. [1926]
Karawajew, W. (1927c) Myrmekologische miszellen. Ezhegodnik Zoologicheskogo Muzeya Akademiyi Nauk SSSR, 27, 104—112. [1926]
Karawajew, W. (1927d) Ameisen aus dem palaärktischen Gebiet. 2. Trudy Fizichno-Matematichnoho Viddilu Ukrains’koi Akademiyi Nauk, 4, 333—348. [Zbirnyk Prats’ Zoolohichnoho Muzeyu, 2, 89-104]
Karawajew, W. (1927e) Die Ameisenfauna von Ukraine. Trudy Fizichno-Matematichnoho Viddilu Ukrains’koi Akademiyi Nauk 4 ((1926): 247—296. [Zbirnyk Prats’ Zoolohichnoho Muzeyu, 2, 1—52. [in Ukrainian]
Karawajew, W. (1929a) Ameisen aus dem Indo-Australischen Gebiet. 6 [sic]. Trudy Fizichno-Matematichnoho Viddilu Ukrains’koi Akademiyi Nauk, 13, 41-56. [Zbirnyk Prats’ Zoolohichnoho Muzeyu, 7, 43—58]
Karawajew, W. (1929b) Myrmekologische Fragmente. 2. Trudy Fizichno-Matematichnoho Viddilu Ukrains’koi Akademiyi Nauk, 13, 203—218. [Zbirnyk Prats’ Zoolohichnoho Muzeyu, 7, 205—220]
Karawajew, W. (1929c) Ameisen aus dem Indo-Australischen Gebiet. 6. Trudy Fizichno-Matematichnoho Viddilu Ukrains’koi Akademiyi Nauk, 13, 233—246. [Zbirnyk Prats’ Zoolohichnoho Muzeyu, 7, 235—248]
Karawajew, W. (1930a) Ameisen von den Molukken und Neuguinea. (Ergebnisse der Sunda-Expedition der Notgemeinschaft der deutschen Wissenschaft, (1929/30.) Zoologischer Anzeiger, 92, 206—214.
Караваев В. А. Материалы до фавни мурашок (Formicidae) шведських островiв Готлянда та Елянда // Тр. фiз.-матем. вiдд. ВУАН. Киев, 1930. Т. 15, № 2. С. 109 – 149. - - Karawajew, W. (1930b) Beitrag zur Ameisenfauna der schwedischen Inseln Gotland und Oeland. Trudy Fizichno-Matematichnoho Viddilu Ukrains’koi Akademiyi Nauk, 15, 109—150. [Zbirnyk Prats’ Zoolohichnoho Muzeyu, 8, 5-46]
Karawajew, W. (1931a) Beitrag zur Ameisenfauna der Umgebung des Baikalsees. Zoologischer Anzeiger, 93, 28-32.
Karawajew, W. (1931b) Myrmekologische Fragmente. 3. Zoologischer Anzeiger, 92, 309—317.
Karawajew, W. (1931c) Beitrag zur Ameisenfauna Jakutiens. Zoologischer Anzeiger, 94, 104—117.
Karawajew, W. (1931d) Ameisen aus Englisch-Ostafrika. Zoologischer Anzeiger, 95, 42-51.
Karawajew, W. (1932) Zwei neue Ameisen aus Aserbeidschan (Transkaukasien). Zoologischer Anzeiger, 98, 248—250.
Karawajew, W. (1933a [1932]) Ameisen aus dem Indo-Australischen Gebiet. 7. Konowia, 11, 305—320.
Karawajew, W. (1933b) Ameisen aus dem Indo-Australischen Gebiet. 7. (Fortsetzung). Konowia, 12, 103—120.
Karawajew, W. (1933c) Ameisen aus dem Indo-Australischen Gebiet. 7. (Schluss). Konowia, 12, 260—271.
Karawajew, W. (1934) Die Fauna der Familie Formicidae (Ameisen) der Ukraine. Trudy Instytutu Zoolohii ta Biolohii Vseukrains’koi Akademii Nauk, Seriya 1-a, Pratsi z systematyky ta faunistyky, 1-164. [in Ukrainian with German descriptions of species]
Karawajew, W. (1935a) Neue Ameisen aus dem Indo-Australischen Gebiet, nebst Revision einiger Formen. Treubia, 15, 57-118.
Караваев В. А. Материалы до фавни мурашок Марiупольскоi округи // Зб. прац. Зоол. музею (Кiев). Киев, 1935. Т. 16. С. 107—111. - - Karawajew, W. (1935b) Materialy do fauny murashok Mariupol’s’koi okruhy. Zbirnyk Prats’ Zoolohichnoho Muzeyu Ukrains’koi Akademiyi Nauk, 16, 107—111. [in Ukrainian]
Караваев В. А. Мурашки зiбранi в заповiдниках Кiнбурньского пiвострова i Беркутiв // Зб. прац. Зоол. музею (Кiев). Киев, 1937. Т. 19. С. 172—181. - - Karawajew, W. (1937) Murashky, zibrani v zapovidnykach Kinburns’koho pivostrova i Burkutiv. Zbirnyk Prats’ Zoolohichnoho Muzeyu, Instytut Zoolohii ta Biolohii AN URSR, 19, 171—181. [in Ukrainian]

## Семья
Был женат на дочери надворного советника Волковой Надежде Николаевне, 1864 — го года рождения. Бракосочетание состоялось 24 апреля 1894 года в Сретенской церкви города Киева. Для Надежды Николаевны и для Владимира Афанасьевича это был первый брак. На дату заключения брака Караваев В. А. занимал должность сверхштатного лаборанта при кафедре зоологии Университета св. Владимира.